# Associação Académica da Universidade do Minho
A Associação Académica da Universidade do Minho é a associação de estudantes da Universidade do Minho.

## História
A Associação Académica da Universidade do Minho (AAUM) nasceu em 19 de Dezembro de 1977, com o intuito de responder às necessidades dos estudantes, sendo a estrutura representativa e comunitária dos estudantes da Universidade do Minho. Porém, antes da criação legal da AAUM, aquando do surgimento da Universidade do Minho em 1975, surge uma pró-Associação constituída por três elementos eleitos em Assembleia por votação directa (cada um representava um dos três cursos existentes na Universidade - Curso de Engenharia, Curso de Formação de Professores, Curso de Relações Internacionais), a qual funcionou durante um ano. Nesta altura, o espírito associativo praticamente não existia, uma vez que o 25 de Abril havia sido há pouco tempo, e estavam proibidas as associações até então, tratando-se de ideias novas para a juventude daquela época. A ideia de criar uma Associação Académica surge não só para defender os interesses dos alunos da Universidade do Minho (cerca de 200 na altura), como também os interesses desta, na medida em que a Universidade estava em embrião e ainda por cima num período tão efervescente e conturbado como o pós 25 de Abril, e tão caracterizado por um fervilhar de liberdades, de ideias, de debates… Contudo, é de salientar que a Associação nasce num contexto académico, onde há uma Universidade que está a crescer.
Dadas as dificuldades da época, os primeiros dinheiros da Associação Académica foram conseguidos através de um peditório, o qual permitiu o seu registo legal num notário, não em Braga, mas em Guimarães, apenas por uma questão de brevidade. Esta necessidade de oficializar a AAUM surge na sequência de uma lei sobre o associativismo, misturando-se com o problema da unicidade sindical da altura, pois era urgente a sua legalização para poder usufruir de uma verba anual do Ministério da Educação. Este processo de legalização foi tão apressado que nem sequer houve uma preocupação com a feitura dos Estatutos da Associação, os quais foram resultado do texto dos estatutos de outras academias já existentes, adaptados à Associação Académica da Universidade do Minho. Daí terem surgido alterações aos mesmos em 16 de Março de 1987 e em 19 de Novembro de 2002.
Assim, aquando da criação da AAUM, de entre os objectivos fundamentais que nortearam a sua origem, destacam-se os seguintes: defender intransigentemente uma universidade democrática, inserida na sua comunidade; organizar, defender e representar os estudantes da Universidade do Minho; contribuir para o fortalecimento das iniciativas conducentes a uma reforma democrática do ensino; promover a formação física e cultural dos estudantes; criar actividades que incentivem as relações humanas e comunitárias.

## Serviços e Secções Autonómas
Rádio Universitária do Minho (RUM)
Gabinete de Inserção Profissional da Associação Académica da Universidade do Minho (GIP AAUM)
Gabinete do Empreendedor da Associação Académica da Universidade do Minho (LIFTOFF)
Transportes Braga-Guimarães

## Concessões
Mediação Imobiliária (Place Me)
Reprografias em Gualtar (Copissaurio) 
Reprografia em Azurém (Chapa 5)
Bar Académico de Braga
Bar Académico de Guimarães

## Departamentos[1]
- Departamento Pedagógico
- Departamento Social
- Departamento de Apoio a Núcleos
- Departamento Recreativo
- Departamento Desportivo
- Departamento Cultural & Tradições Académicas
- Departamento de Desenvolvimento de Carreiras
- Departamento de Comunicação
- Administração Interna